# アンバージャック (SS-522)
| 画像をアップロード |                                                          |
| 艦歴               |                                                          |
| 発注:              |                                                          |
| 起工:              | 1944年2月8日                                             |
| 進水:              | 1944年12月15日                                           |
| 就役:              | 1946年3月4日                                             |
| 退役:              | 1973年10月17日                                           |
| 除籍:              | 1973年10月17日                                           |
| その後:            | ブラジルへ売却                                           |
| 性能諸元           |                                                          |
| 排水量:            | 1,570トン（水上） 2,415トン（水中）                      |
| 全長:              | 311 ft 8 in                                              |
| 全幅:              | 27 ft 3 in                                               |
| 吃水:              | 15 ft 5 in                                               |
| 機関:              |                                                          |
| 最大速:            | 水上：20.25 ノット (37 km/h) 水中：8.75 ノット (16 km/h) |
| 航続距離:          |                                                          |
| 乗員:              | 士官、兵員81名                                           |
| 兵装:              | 5インチ砲1基、40mm砲1基、21インチ魚雷発射管10基          |

アンバージャック (USS Amberjack, SS-522) は、アメリカ海軍の潜水艦。テンチ級潜水艦の一隻。艦名はニューイングランドからブラジル西部大西洋に生息するカンパチなどブリ属の総称に因む。その名を持つ艦としては2隻目。

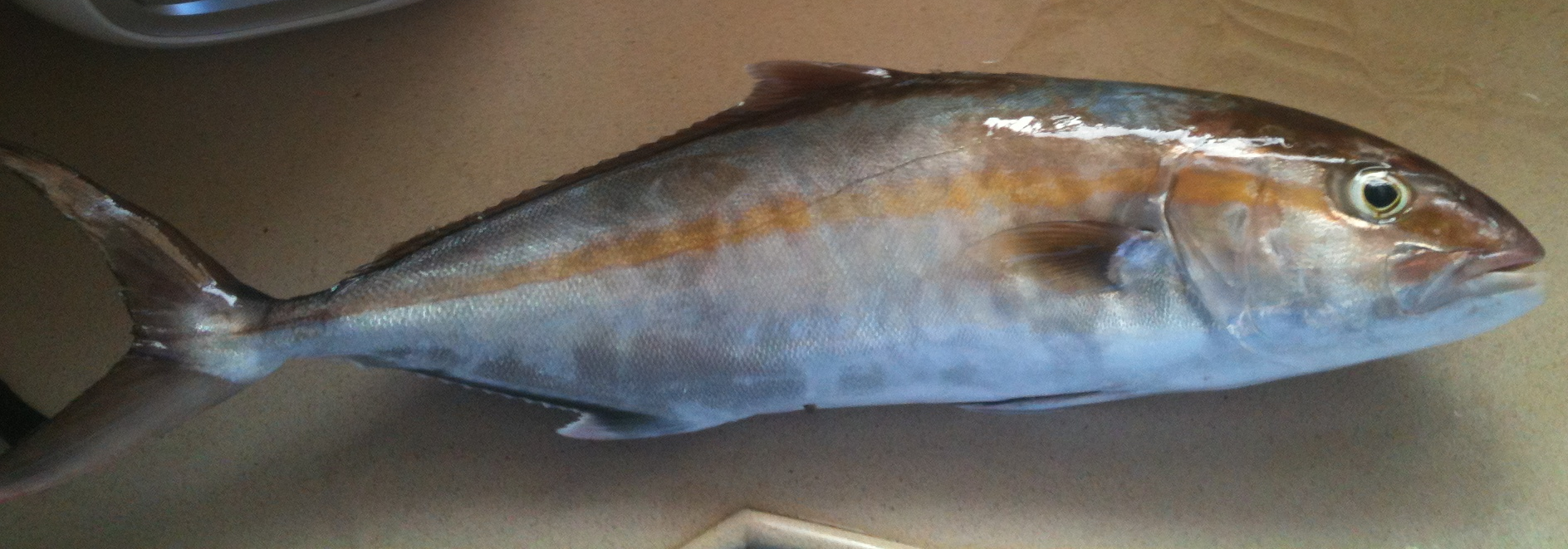
カンパチ（Greater amberjack）

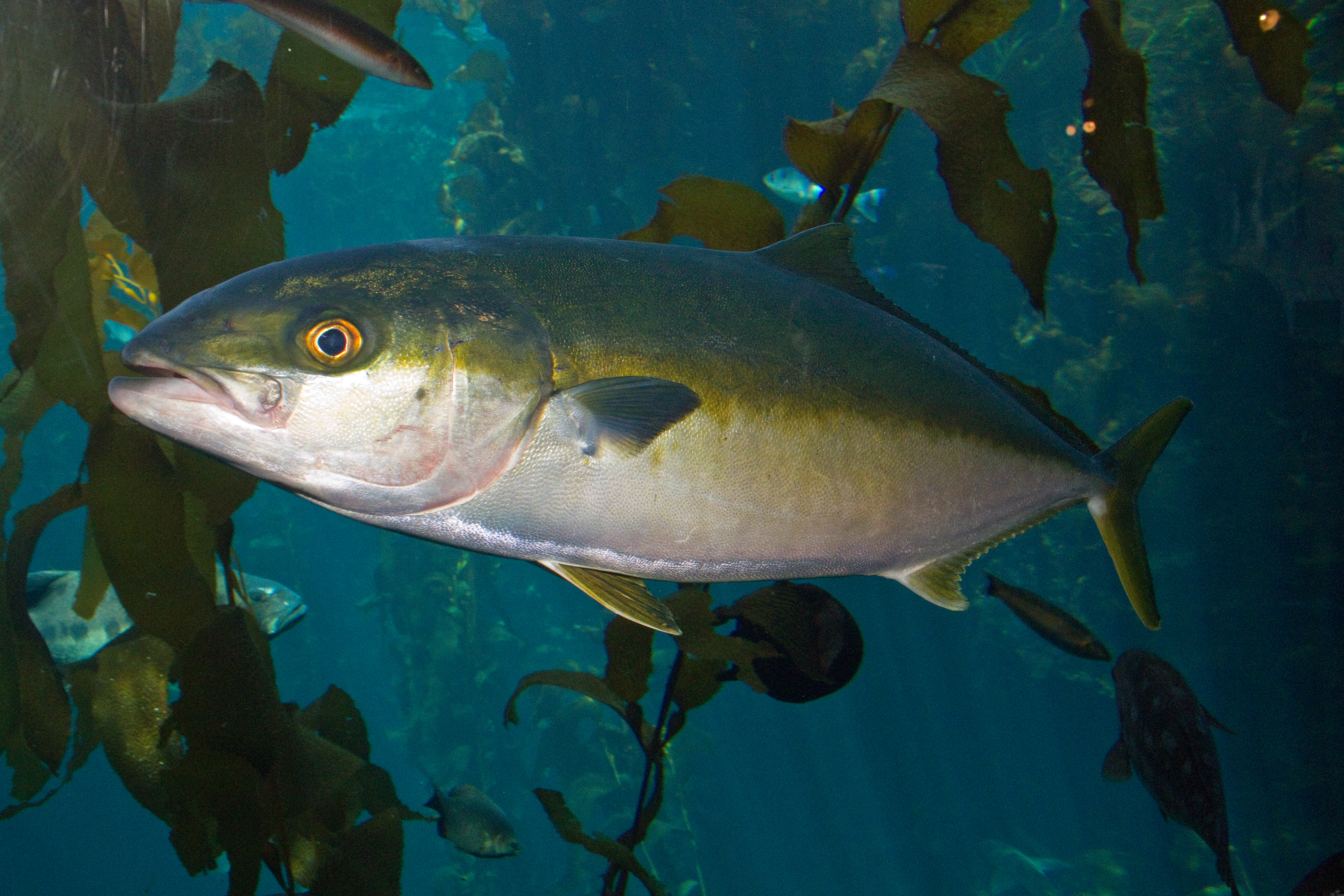
ヒラマサ（Yellowtail amberjack）

## 艦歴
アンバージャックは1944年2月8日にマサチューセッツ州ボストンのボストン海軍工廠で起工する。1944年12月15日にウォルター・E・ラング・ジュニア夫人によって進水し、艦長ウィリアム・B・パーハム少佐の指揮下1946年3月4日に就役する。
アンバージャックは西インド諸島およびメキシコ湾で整調訓練を行った後、6月17日に第8潜水艦部隊に合流する。コネチカット州ニューロンドンのニューロンドン海軍潜水艦基地を拠点として北大西洋での訓練任務に従事し、1946年11月には北極圏を巡航する。1947年1月に大規模改修のためにポーツマス海軍造船所入りし、潜水艦推力増強計画 (Greater Underwater Propulsion Power Program, GUPPY) の下船体およびセイル部分が改修され、水中での速力と操縦性を向上させるため追加のバッテリーおよびシュノーケルが装着された。一年に及ぶ改修が完了すると、1948年1月にフロリダ州キーウェストで第4潜水艦部隊に合流する。アンバージャックは同所を拠点として東海岸沿い及び西インド諸島で戦術開発および独自の訓練、定期的なオーバーホールおよび艦隊演習などに11年近く従事した。この間に様々なカリブ海の港を訪問している。1952年7月にアンバージャックは新たに編成された第12潜水艦部隊に配属され、キーウェストを拠点として活動を続けた。
アンバージャックは1959年8月の初めに母港をキーウェストからサウスカロライナ州チャールストンへ変更する。8月8日にチャールストンに到着すると、以前所属していた第4潜水艦部隊に再び合流する。アンバージャックの任務はほとんどが以前と変わらなかったが、大きく変わった一点がヨーロッパ水域への配備であった。1960年の8月、9月、10月にNATOの演習に参加し、その後イギリスのポーツマスへ1週間の訪問を行う。10月後半にチャールストンへ帰還し、通常の任務を再開した。1961年5月から9月の間には第6艦隊の任務で地中海へ展開する。その後3年におよぶ東海岸沿い及び西インド諸島での活動の間に、アンバージャックは別の任務で1964年7月7日から11月1日まで再び地中海へ展開した。続く29ヶ月間はチャールストンを拠点として活動を続け、1967年には4月23日から7月24日まで地中海へ3か月間配備される。その後1969年9月2日に最後のヨーロッパ水域への配備が行われる。この配備ではイギリス海軍、カナダ海軍、オランダ海軍と共にNATO演習に参加した。演習終了後は北部ヨーロッパの様々な港を訪問し、1969年12月12日にチャールストンへ帰還した。
1970年7月9日にアンバージャックは新たな母港のフロリダ州キーウェストに到着する。最後の配備は1972年11月27日から1973年3月30日まで地中海で行われた。1973年10月17日にアンバージャックはキーウェストで退役する。その後除籍されブラジル海軍に売却、Cerea (S-12) として就役した。